# Georges Capdepuy
Pour les articles homonymes, voir Capdepuy.
Pas d'image ? Cliquez ici

a Compétitions nationales et continentales officielles uniquement.

Georges Capdepuy, né le 15 février 1946 à Dax et mort le 11 août 2015 à Seignosse, est un joueur français de rugby à XV qui évolue au poste de demi d'ouverture puis de demi de mêlée. Il joue au sein de l'effectif du club français de l'US Dax durant l'ensemble de sa carrière.

## Biographie
Georges Capdepuy naît le 15 février 1946 à Dax.
Sa carrière de joueur de rugby fit suite à celle de Pierre Albaladejo, autre demi d'ouverture du club. Il dispute la finale du championnat de France en 1966. Il est le capitaine de l'USD pour la finale contre le Stadoceste tarbais en 1973,.
À l'issue de sa retraite de joueur, Capdepuy entraîne l'US Dax pendant les saisons 1977-1978 puis 1985-1986 avec Jean-Paul Laborde. De 1987 à 2001, il préside la section golf du club omnisports dacquois, et occupe également le poste de vice-président du comité départemental des Landes de golf. Il est resté membre du comité directeur de l'US Dax jusqu'à sa mort.
Capdepuy exerce le métier de kinésithérapeute dans la ville de Dax où il possède deux cabinets ; il est l'un des présidents de l'organisation des manifestations de l'Association des kinés du rugby (AKR).
Il commente plusieurs matchs à la radio sur l'antenne de Radio Dax Océan, plus tard intégrée à Europe 2, ainsi qu'à France Bleu Gascogne en tant que consultant. Capdepuy est également un passionné d'aviation.
Il meurt à Seignosse dans la nuit du 10 au 11 août 2015 des suites d'un cancer, à l'âge de 69 ans.

## Palmarès
Avec l'US Dax
- Championnat de France de première division :
  - Vice-champion (2) : 1966 et 1973.
- Challenge Yves du Manoir :
  - Vainqueur (2) : 1969 et 1971 ;
  - Finaliste (1) : 1968.